# Tramway de Voltchansk
Le tramway de Voltchansk est le réseau de tramways de la ville de Voltchansk, en Russie. Le réseau est composé d'une unique ligne, longue de 8 km.